# جون أوفرتون وليامز
جون أوفرتون وليامز (بالإنجليزية: John Overton Williams)‏ هو موسيقي أمريكي، ولد في 13 أبريل 1905 في ممفيس في الولايات المتحدة، وتوفي في 24 نوفمبر 1996.

## وصلات خارجية
- جون أوفرتون وليامز على موقع ميوزك برينز (الإنجليزية)
- جون أوفرتون وليامز على موقع ميوزك برينز (الإنجليزية)
- جون أوفرتون وليامز على موقع ديسكوغز (الإنجليزية)